# Будівой
Будівой (*д/н —1074/1075) — верховний князь ободритів у 1066-1069 роках. Ім'я перекладається як «Той, хто пробуджує вояків».

## Життєпис
Походив з династії Наконідів. Старший син Годеслава, верховного князя ободритів, та Сігрід, доньки данського короля Свейна II. Про молоді роки замало відомостей. У 1066 році після загибелі свого батька, Будівой оголосив себе спадкоємцем Годеслава. Втім (як свідчить Слов'янська хроніка) віче не підтримало його, оголосивши верховним князем ободритів Круто, сина Гріна.
Будівой втік до Саксонії, намагаючись отримати допомоги від герцогів з роду Біллунгів, яким його батько був завжди відданий і вірний. Ордульф, герцог Саксонії, надав потужну підтримку Будівою. У 1068—1069 роках Будівой з Ордульфом намагалися прогнати Круто, але невдало. Втім зумів зайняти природні землі родини зі столицею у Звірині (сучасний Шверін), зрікся верховної влади. У 1070—1071 роках брав участь у повстанні Оттона, герцога Баварії, проти імператора Генріха IV.
У 1071 році знову висунув права на трон верховного князя. Остаточної поразки Будівой і Магнус, герцог Саксонії (син Ордульфа) зазнали в 1074 чи 1075 році. Будівой із саксонськими загонами був взятий в облозі у місті Плен. Вони намагались втекти з міста, проте були вбиті за вчинені вбивства.